# Georges Ballery
Georges Ballery (ur. 18 lipca 1937 w Paryżu) – francuski zapaśnik walczący w obu stylach. Dwukrotny olimpijczyk. Dziesiąty w Rzymie 1960, w stylu wolnym i odpadł w eliminacjach w Tokio 1964, w stylu klasycznym. Walczył w kategorii do 63 kg.
Uczestnik mistrzostw świata w 1959, 1961, 1962, 1963 i 1966. Mistrz igrzysk śródziemnomorskich w 1963 i drugi w 1959 roku.